# Bóng đá mini

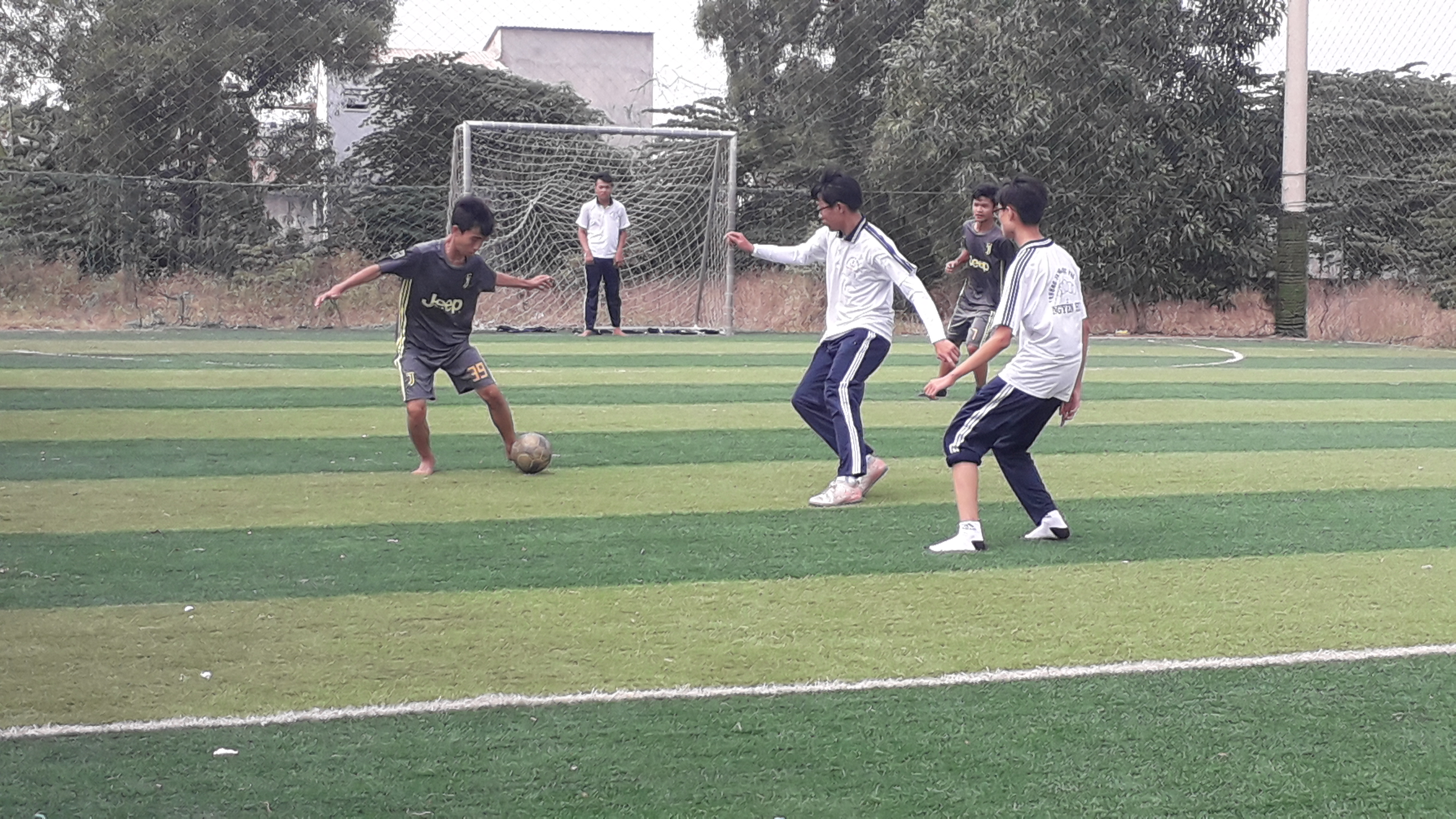
Một góc của một trận đấu bóng đá mini diễn ra trên một sân cỏ bóng đá mini nhân tạo tại Thành phố Hồ Chí Minh, Việt Nam.

Bóng đá mini (hay còn gọi là bóng đá "phủi") là một loại hình bóng đá dành cho mọi người, không nhất thiết là cầu thủ chuyên nghiệp. Mỗi trận đấu phải có hai đội, mỗi đội có tối đa là 5 hay 7 cầu thủ tuỳ vào loại hình bóng đá mini, trong đó mỗi đội đều phải có một thủ môn. So với bóng đá thông thường (bóng đá 11 người), bóng đá mini bao gồm một sân đấu nhỏ hơn, khung thành nhỏ hơn, thời lượng trận đấu giảm. Các trận đấu được chơi trong nhà hoặc ngoài trời trên sân cỏ nhân tạo, có thể được đặt trong một rào chắn hoặc "lồng" để ngăn bóng rời khỏi khu vực chơi và giữ cho trận đấu liên tục diễn ra.

## Quy tắc
Vòng cấm khác biệt đáng kể so với bóng đá 11 người: thường là hình bán nguyệt (một số sân có vòng cấm là hình chữ nhật nhưng nhỏ hơn sân 11 người). Chỉ thủ môn mới được phép chạm bóng trong đó, và anh ấy/cô ấy có thể không được ra khỏi vòng - tuỳ điều lệ các trận đấu. Thủ môn có thể được đưa bóng cho người chơi khác qua tay (ném bóng) hoặc đưa bóng cho người chơi khác bằng chân (đá bóng, phát bóng) (giống như luật bóng đá 11 người). Thủ môn thường chỉ có thể đá bóng nếu đó là trong quá trình thực hiện muốn tiết kiệm thời gian. Không có quy tắc việt vị. Đánh đầu được cho phép. Không có giao thức của bóng ném có chủ ý so với bóng ném vô tình - trọng tài cần đưa ra quyết định dựa trên khoảng cách từ nơi bóng được đánh. Thẻ vàng có thể dẫn đến việc người chơi vi phạm khiến cho đội vi phạm lỗi phải đá phạt trực tiếp trong một khoảng thời gian xác định trước. Thẻ đỏ hoạt động giống như bóng đá 11 người, người chơi vi phạm bị đuổi khỏi trận đấu. Các pha phạm lỗi sẽ bị một thẻ vàng.
Ngoài ra, không nên mang giày đế bằng kim loại, vì điều này sẽ làm hỏng bề mặt sân. Người chơi cũng được yêu cầu mặc đồ bảo vệ ống chân, nhưng việc thi hành việc này thường theo quyết định của trọng tài.
Các quy tắc chơi không chính thức và do đó các quy tắc rất linh hoạt và đôi khi được quyết định ngay lập tức trước khi bắt đầu chơi; điều này trái ngược với futsal dùng luật chính thức được FIFA công bố.
Trong bất kỳ trận đấu nào của một giải chính thức do FIFA, Liên đoàn bóng đá châu lục hay Liên đoàn bóng đá quốc gia điều hành đều có quyền thay đổi cầu thủ thi đấu bằng cầu thủ dự bị. Số lượng cầu thủ dự bị tối đa là 7. Số lần thay đổi cầu thủ dự bị (kể cả thay thế thủ môn dự bị) trong một trận đấu không hạn chế và có thể được tiến hành cả khi bóng trong cuộc hoặc ngoài cuộc. Cầu thủ đã thay ra sân vẫn được quyền vào lại sân thay cầu thủ khác. Việc thay cầu thủ dự bị phải được thực hiện đúng các quy định.
Quy tắc về trang phục thi đấu và phụ kiện thi đấu của bóng đá mini thông thường cũng tương tự như bóng đá 11 người (tuy vậy cũng vẫn có một chút thay đổi), ví dụ như:
- Thủ môn có thể (hoặc không cần) đeo găng tay trong khi thi đấu.
- Đội trưởng có thể (hoặc không cần) đeo băng đội trưởng (nhưng thường thì điều này cần thiết để dễ phân biệt đội trưởng so với các thành viên còn lại của cả đội bóng),....[1][2][3][4][5]

## Sân bóng
Những đặc điểm của sân được xác định theo. Kích thước: Sân hình chữ nhật, chiều dọc tối đa 50m và tối thiểu 30m, chiều ngang tối đa 35m và tối thiểu 20m. Trong mọi trường hợp chiều dọc sân phải lớn hơn chiều ngang sân. Các đường giới hạn: Các đường giới hạn trên sân phải kẻ rõ ràng có bề rộng 8 cm. Đường giới hạn theo chiều dọc sân gọi là đường biên dọc và đường giới hạn theo chiều ngang sân gọi là đường biên ngang. Đường giới hạn nửa sân được kẻ theo suốt chiều ngang của sân. Khung thành rộng 3m (tính từ mép trong 2 cột dọc) và cao 2m (một số sân có khung thành rộng 6m và cao 2m10). Bán kính ở vòng tròn trung tâm giữa sân là 3m. Đặc biệt là sân mi ni không có vạch giới hạn 16m50 và 5m50, thay vào đó chỉ là khu phạt đền. Để vẽ khu này, bạn lấy chân 2 cột dọc làm tâm rồi kẻ vào trong sân 1/4 đường tròn có bán kính 6m, sau đó nối điểm cuối của 2 cung đường tròn này sẽ được một đoạn thẳng dài 3,16m song song đường biên ngang. Khu vực trong giới hạn của những đường kẻ đó gọi là khu phạt đền. Ở giữa đoạn thẳng dài 3,16m trên có 1 điểm gọi là điểm phạt đền thứ nhất (hay còn gọi là chấm phạt đền 6m). Trên đường thẳng góc với biên ngang (cách 10m) có 1 điểm nữa là điểm phạt đền thứ 2. Cung đá phạt góc có bán kính 25 cm. Các đường giới hạn trên sân có bề rộng là 8 cm. Đó là một số yếu tố cơ bản để vẽ kích thước cho 1 sân bóng mini.

## Một số biến thể khác

### Futsal
Futsal là một phiên bản của bóng đá năm người trong nhà được phát triển bởi Asociación Mundial de Fútbol de Salón (Tiếng Việt: Hiệp hội Futsal Thế giới) (viết tắt là AMF). Hiện có hai cơ quan chủ quản là AMF và Hiệp hội Bóng đá thế giới (FIFA).

### Bóng đá bãi biển
Bóng đá bãi biển là một biến thể của bóng đá năm người ở chỗ nó được chơi trên bề mặt cát. Các quy tắc không khác nhiều so với những quy tắc được tìm thấy trong bóng đá mini thông thường.

### Bóng đá sáu người
Đây là một biến thể khác của bóng đá năm người với kích thước sân và số lượng người chơi trong một đội tăng. Trong biến thể này, có năm cầu thủ và một thủ môn trên sân cho mỗi đội. Các quy tắc không khác nhiều so với các quy tắc được tìm thấy trong bóng đá năm người.

### Bóng đá bảy người

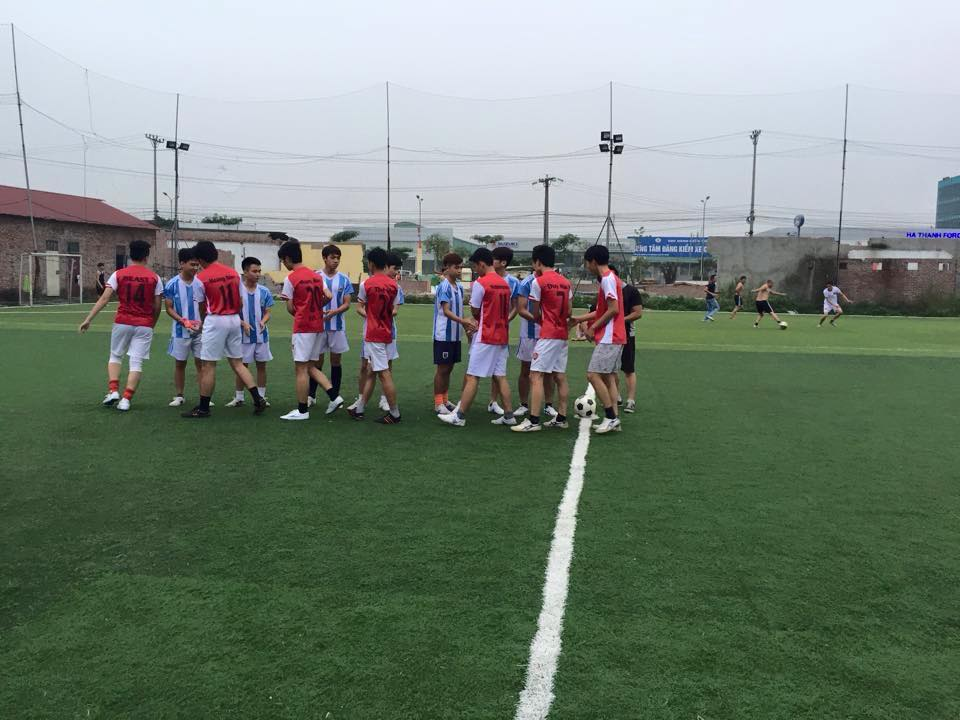
Một trận đấu bóng đá bảy người trên một sân bóng đá mini cỏ nhân tạo tại Hà Nội, Việt Nam.

Một biến thể khác với kích thước sân và số cầu thủ trong đội tăng hơn so với bóng đá năm người; trong trường hợp này mỗi bên sẽ có bảy cầu thủ, tính cả thủ môn. Các quy tắc thường không khác với các quy tắc từ bóng đá năm người.

### Bóng đá chín người
Một biến thể khác với kích thước sân tăng và số cầu thủ trong đội; trong trường hợp này mỗi bên sẽ có chín cầu thủ, tính cả thủ môn. Các quy tắc thường không khác với các quy tắc từ bóng đá năm người.